# 184 (عدد)
184 هو عدد صحيح. طبيعي بين 183 و185

## في الرياضيات

### خصائص
- 184عدد زوجي
- 184عدد ناقص
- 184 عدد مضلعي (32 أضلاع-...)